# Amydria brevipennella
Amydria brevipennella är en fjärilsart som beskrevs av William George Dietz 1905. Amydria brevipennella ingår i släktet Amydria och familjen Acrolophidae. Inga underarter finns listade i Catalogue of Life.